# Beats Per Minute
Beats Per Minute (anteriormente One Thirty BPM) es una publicación en línea con sede en Nueva York y Los Ángeles que proporciona reseñas, noticias, medios, entrevistas y artículos destacados sobre el mundo de la música. Beats Per Minute cubre una variedad de géneros y se especializa en rock, hip hop y música electrónica.

## Historia
Beats Per Minute se fundó a fines de 2008 como una operación de cinco hombres  y nombrada como referencia a la canción de Of Montreal «Suffer for Fashion». A partir de 2011, Beats Per Minute se había ampliado a una plantilla de unos 50 colaboradores con sede en EE. UU., Reino Unido, Nueva Zelanda, Alemania, Australia y Suecia.
El sitio cambió su nombre de One Thirty BPM a Beats Per Minute en enero de 2012.

## Calificaciones
Emite calificaciones de música en una escala de puntos de 0 a 100%. A partir del 7 de mayo de 2022, Metacritic describió las partituras musicales de Beats Per Minute como típicamente (59% del tiempo) más altas que la mayoría de las otras partituras críticas. Metacritic informó que de 1406 partituras musicales dadas por el sitio web, el sitio dio críticas positivas a 1276 de ellas y dio críticas negativas a solo 18 de ellas (1% del número total de partituras dadas).